# Klepmolen
De Klepmolen in Balegem, een deelgemeente van Oosterzele in Oost-Vlaanderen, ontleent zijn naam aan de plaats waar hij staat; een wijk die vroeger 'De Kleppe' werd genoemd.

## Geschiedenis
In 1791 diende molenaar Jan de Waeghemaeker uit Anzegem een aanvraag in om een korenmolen te mogen bouwen in Balegem. Die toelating werd hem geweigerd. Zogenaamd omdat er al voldoende molens in het dorp aanwezig waren om alle ingezetenen te bedienen. De ware reden was dat degene die de toelating moest verlenen, Charles-Ignace Juste de la Tour-Tassis, de al bestaande molens in eigendom had en concurrentie niet welkom was. Niettegenstaande deze tegenwerking kreeg de Waeghemaeker toch een octrooi. Voorwaarde was echter dat de molen er binnen het jaar in werkende staat zou staan. Dat lukte. De houten staakmolen brandde echter door onopgehelderde oorzaak af. In 1889 bouwde Denis De Meireleire de stenen bergmolen die er nu nog staat. Het is een relatief kleine graanwindmolen met een kap die op een zogenaamde paternoster van iepenhouten rollen gekruid kan worden.

## Recent verleden
De molen viel beroepsmatig stil in 1959. Doordat er dicht bij de molen steeds meer gebouwd werd, nam de windbelemmering zo toe dat een rendabel gebruik niet meer mogelijk was.
In 1979 werd de molen een beschermd monument. De gemeente Oosterzele kocht de molen aan in 1980. In datzelfde jaar werd de molen hersteld. Tussen 2011 en 2012 werd de molen andermaal grondig en vakkundig gerestaureerd zodat hij weer maalvaardig is. Op 16 juni 2013 werd de Klepmolen plechtig opnieuw in bedrijf gesteld. Er zijn twee vrijwillige molenaars die de molen in draaibare staat zullen houden, een daarvan is afkomstig uit een geslacht van molenaars.
De molen is elke eerste zondag van de maand toegankelijk voor het publiek. Als er voldoende wind is wordt hij dan ook in bedrijf gesteld. Dit is ook het geval op nationale en internationale molendagen en op Open Monumentendagen.